# 南極大空戦
南極大空戦（なんきょくだいくうせん）とはアメリカのテレビドラマ『スターゲイト SG-1』の中に出てくる南極で行われた架空の戦いである。地球(U.S.A.F)とゴアウルドのアヌビスとの戦いである。（シーズン7第22話）

## 概要
ゴアウルドのアヌビスの宇宙艦隊が地球に現れ、第11空母航空団の空母ニミッツ及び駆逐艦スプルアンス等の地球の軍隊に攻撃を仕掛ける。その後SG-1によってアヌビスに対抗できる唯一の兵器が南極にて発見。アヌビスは兵器破壊のため主力部隊を南極へ送る。
それに対抗するために宇宙戦艦プロメテウスや宇宙戦闘機F-302が出動し南極での空中戦が行われた。

## 発端
ゴアウルドのアヌビスの帰還とゴアウルドの地球勢力への危機感。
SGCにジャファ反乱軍のマスター・ブレイタクから「近々地球がアヌビスによる攻撃を受ける」という。警告が届く。
有力な対抗手段が無いSGC。唯一の希望はジャック・オニール大佐のみ。彼は先日、偶然にも高度な技術を持った種族エンシェントの知識を脳にインプットされていた。

## 流れ
究極兵器の探索オニール大佐によって、銀河のどこかにエンシェントの究極兵器が眠っているという情報が入る。SG-1はマスター・ブレイタクの協力の下、ゴアウルドの貨物船で宇宙へと出る。
惑星プラクラルッシュ・タウナスにてエンシェントの砦を発見したSG-1。そこでエネルギー源のZPMを入手。また究極兵器は地球の南極に存在するという情報を得る。
アヌビスの来襲地球にアヌビスの宇宙艦隊が現れる。その事実を知っているのはスターゲイトを所有するアメリカ合衆国のみ、大統領は軍隊を展開。第11空母航空団の空母ニミッツ及び駆逐艦スプルアンス等が攻撃を受け全滅。地球の技術では対抗できないと証明される。
その後、大統領の元にSG-1が南極に向かっているという情報が入る。
南極大空戦SG1の乗るゴアウルドの貨物船が南極に到達、兵器の眠る場所を掘削する。
アヌビスが探知し多数のアルケシュ及びデスグライダーを発進させ、数分後貨物船の近くにアヌビス部隊が到達する。その直後ジョージ・ハモンド少将の指揮の下USAFプロメテウスとF-302が現れ、SG-1の貨物船を援護する。プロメテウスはアルケシュにミサイルを発射しF-302は主にデスグライダーを攻撃する。
戦闘は長時間続き、F-302の搭載兵器が底をつきプロメテウスもシールド出力の低下及び外殻に損傷を受ける。SG-1の貨物船は氷を掘り終わり、マスター・ブレイタクは貨物船を動かす。アヌビスの旗艦がプロメテウスに宇宙から集中攻撃を仕掛ける。ジョージ・ハモンド少将はアヌビスの旗艦に特攻を決断。
また、ミッチェル大尉(現在は中佐)のF-302が撃墜される。
兵器起動
SG1はエンシェントの砦の到達するがそこにアヌビスのスーパー戦士が転送リングで現れ銃撃戦が始まる。しかしその中オニール大佐はエンシェントのコントロールチェアーに座りドローンを発射。デスグライダー及びアルケシュは瞬時に撃破される。
アヌビス艦隊破壊
その後大量のドローンはアヌビス艦隊を目指し進む。プロメテウスのアヌビス艦隊到達前にドローンが攻撃を仕掛けプロメテウスは間一髪回避する。